# آلچوت‌دوبوز
آلچوت‌دوبوز (به مجاری:  Alcsútdoboz) یک سکونتگاه مسکونی در مجارستان است که در فیر واقع شده‌است.